# Joseph Charles Walsh
Pour l’article homonyme, voir Walsh.
Joseph Charles Walsh (6 décembre 1868-30 août 1960) est un avocat, journaliste et homme politique fédéral du Québec.

## Biographie
Né à Montréal, il étudia au Collège Sainte-Marie de Montréal, à l'Université Laval à Montréal et à l'Université McGill. Nommé au Barreau du Québec en 1895, il pratiqua le droit dans la région de Montréal. En tant que journaliste, il contribua aux journaux The Montreal Star et au Montreal Herald. Enfin, il servit comme secrétaire du Barreau de Montréal de 1898 à 1899 et procureur de la couronne dans le district de Montréal de 1910 à 1925.
Élu député du Parti conservateur dans la circonscription fédérale de Sainte-Anne lors de l'élection partielle de 1906, il fut défait par le conservateur Charles Joseph Doherty en 1908 et en 1911. Redevenu député en 1921, il ne se représente pas en 1925.